# 鴨居羊子
鴨居 羊子（かもい ようこ、本名：洋子、1925年2月12日 - 1991年3月18日）は、日本の下着デザイナー。
スキャンティーの命名者とされる。洋画家の鴨居玲は弟。

## 来歴
大阪府豊中市生まれ。父はジャーナリストの鴨居悠。
幼少期から子供時代の大半を石川県金沢市で過ごす。
豊中高等女学校（現・大阪府立桜塚高等学校）卒業。
旧制大阪府女子専門学校（大阪女子大学）国文科卒業。
新関西（夕刊紙）の校正係・家庭欄記者や、大阪読売新聞の学芸課記者を経て、独立。
3万円の退職金を元手に、下着デザイン・製造販売に着手。
1956年（昭和31年）1月、大阪市内に「チュニック制作室」という下着メーカーを設立（1958年に株式会社化）。戦後、白い質素な下着しかなかった時代に、カラフルなスリップ、セクシーなガーターベルトなどの下着を売り出し、人気を博す。
同年『中央公論』4月号に「下着文化論」を発表し、ゆったりとした奇抜なデザインの下着を身につけることで生まれる精神的自由の尊重を提唱した。
デザイナー、画家として活躍する傍ら、文筆活動にも才能を発揮し、エッセイを数多く残した。

## 著書
- 下着ぶんか論 解放された下着とその下着観 凡凡社 1958
- のら犬のボケ 東京創元社 1958
- わたしは驢馬に乗って下着をうりにゆきたい 三一書房 1973 のち旺文社文庫、ちくま文庫
- のら猫トラトラ 人文書院 1978.12 のち旺文社文庫
- 午後の踊り子 角川書店 1980.5
- のら犬のボケ・シッポのはえた天使たち 新潮社 1980.11 のち新潮文庫
- M嬢物語 鴨居羊子人形帖 小学館 1984.4
- 捨て猫次郎吉  講談社 1984.7
- カモイクッキング くらしと料理を10倍楽しむ 牧羊社 1985.2、ちくま文庫 1998
- わたしのものよ 日動出版部 1991.4
- 女は下着でつくられる 国書刊行会 2004.1 (鴨居羊子コレクション 1)
- のら犬・のら猫 国書刊行会 2004.3 (鴨居羊子コレクション 2)
- カモイ・ヴァラエティ 国書刊行会 2004.5 (鴨居羊子コレクション 3)
- みんな自分の夢の一つ ちくま文庫 2025.8（鴨居羊子エッセイ・アンソロジー、近代ナリコ編）

## 伝記など
- 鴨居羊子展 日動画廊 c1983
- 下着を変えた女 鴨居羊子とその時代 武田尚子 平凡社 1997.12
- 金髪と茶髪 鴨居羊子おぼえがき 亀井美佐子 ビレッジプレス 2005.6
- 鴨居羊子の世界 近代ナリコ責任編集 河出書房新社 2010.3
- 前衛下着道 鴨居羊子とその時代 川崎市岡本太郎美術館、ジョルダンブックス編 ジョルダン 2010.4

## 鴨居羊子を描いた作品
舞台
- 『ナイロンのライオン』
  - 2012年12月19日～23日、中野・テアトルBONBON、作・演出 ラサール石井、出演 山口麻衣加、野添義弘ほか[9]。
  - 2020年1月26日～30日、中野・劇場HOPE、作・演出 ラサール石井、出演 山口麻衣加、野添義弘ほか。2012年の再演[10]。
  - 2020年2月1日～9日、中野・劇場HOPE、作・演出 ラサール石井、出演 高畑こと美、山口ルツコほか。新キャスト[10]。

小説
- 植松三十里『羊子と玲　鴨居姉弟の光と影』 河出書房新社、2023年。ISBN 978-4309030968